# ۱۴۹ (میلادی)
۱۴۹ (میلادی) صد و چهل و نهمین سال تقویم میلادی است.

## درگذشتگان
‎